# Ајх (Рајнахесен)
Ајх (њем. Eich) општина је у њемачкој савезној држави Рајна-Палатинат. Једно је од 69 општинских средишта округа Алцеј-Вормс. Према процјени из 2010. у општини је живјело 3.232 становника. Посједује регионалну шифру (AGS) 7331018.

## Географски и демографски подаци
Ајх се налази у савезној држави Рајна-Палатинат у округу Алцеј-Вормс. Општина се налази на надморској висини од 87 метара. Површина општине износи 21,0 km². У самом мјесту је, према процјени из 2010. године, живјело 3.232 становника. Просјечна густина становништва износи 154 становника/km².